# 八重姬 (平安時代)
八重姬（やえひめ，生卒年不詳），是日本平安時代末年間的女性，日本鎌倉幕府首任征夷大將軍源賴朝的第一任妻子。亦是伊豆國豪族伊東祐親的三女。

## 生平
伊东八重姬，伊东祐亲的四女，在祐亲进京侍奉不在伊豆的时候与源赖朝生下一子千鹤丸，祐亲返回后十分不满，杀了孩子把八重姬强行嫁给北条义时，也企图暗杀源赖朝。后来，源赖朝受时政庇护时，与北条政子相爱，八重姬在父亲和爱人之间，选择了后者去找源赖朝，却不得相见，八重姬万念俱灰投河。

## 登場作品
電視劇
- 平清盛（2012年、NHK大河劇、演：福田沙紀）
- 鎌倉殿的13人（2022年、NHK大河劇、演：新垣結衣）

## 關連項目
- 伊東氏
- 河津氏